# Джосс Крістенсен
Джосс Крістенсен (англ. Joss Christensen, 20 грудня 1991) — американський фристайліст, олімпійський чемпіон.
Золоту олімпійську медаль і звання олімпійського чемпіона Крістенсен виборов на Іграх 2014 року в Сочі в слоупстайлі.

## Зовнішні посилання
- Досьє на сторінці збірної США